# گلب گلبوف
گلب گلبوف (انگلیسی: Gleb Glebov؛ ۱۱ مه ۱۸۹۹ – ۳ مارس ۱۹۶۷ (سن ۶۷)) بازیگر سینما و تئاتر اهل کشورهای امپراتوری روسیه و بلاروس بود.
او برندهٔ جوایزی همچون جایزه هنرمند مردمی اتحاد جماهیر شوروی، نشان پرچم سرخ کار و نشان لنین شده‌بود.